# Hellschreiber
Hellschreiber ou Feldhellschreiber était à l'origine un système d'impression à distance de type fax inventé par Rudolf Hell. Cette technique de communication est désormais mise en œuvre logiciellement sur ordinateur par des radioamateurs. Le mode de modulation est appelé Hellschreiber, Feld-Hell ou simplement Hell.

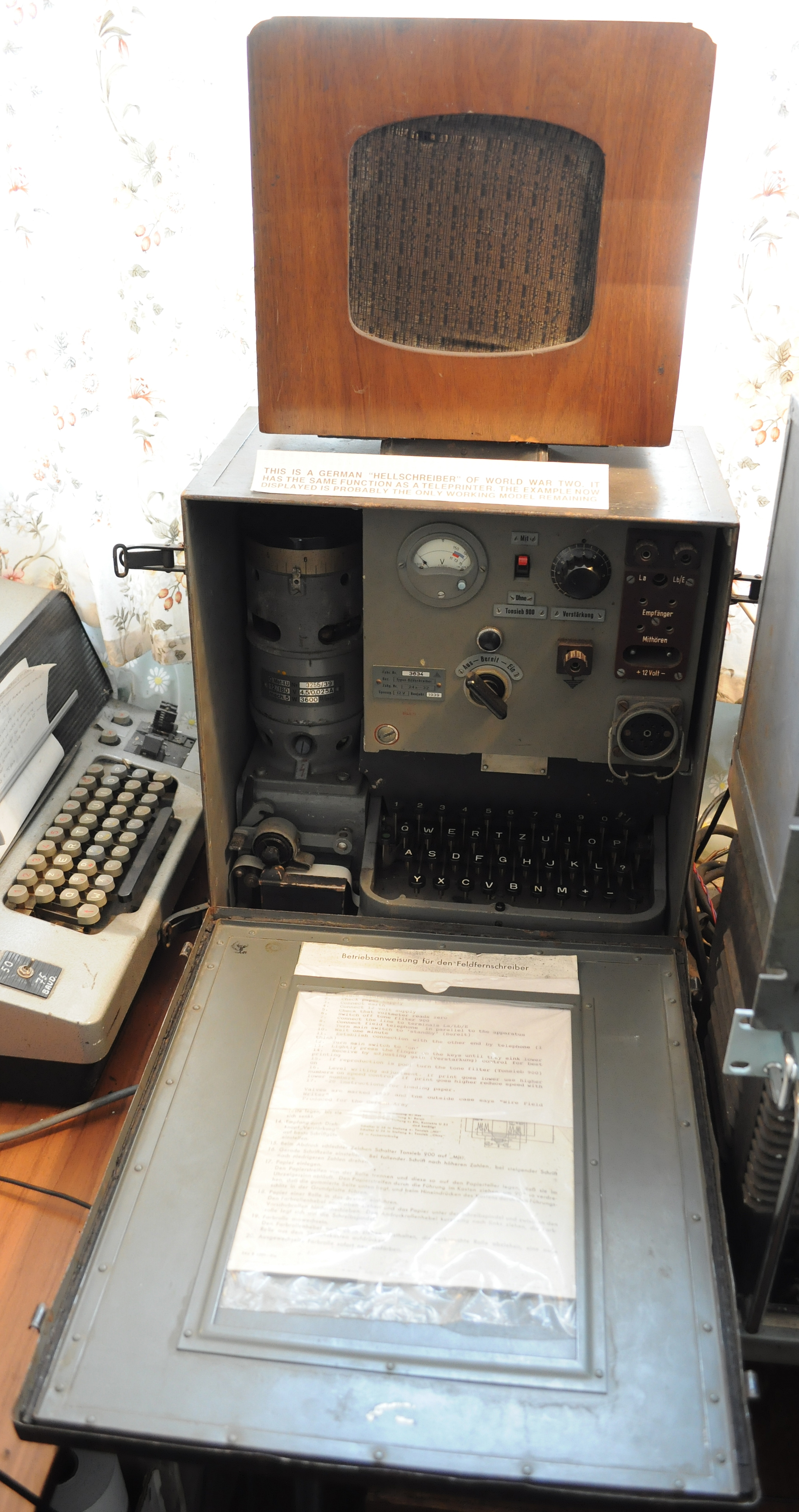
Machine Hellscreiber de la Seconde Guerre mondiale exposée à Bletchley Park (Londres).

Hellschreiber a été développé à la fin des années 1920. Cette technique présentait l'avantage de fournir des communications intelligibles même lorsque les liaisons filaires ou radio étaient de très mauvaise qualité. Pendant la Seconde Guerre mondiale, Hellschreiber a parfois été utilisé par la Wehrmacht en conjonction du système de chiffrement Enigma.

## Principe de fonctionnement
Hellschreiber est conçu pour transmettre graphiquement du texte comme s'il était écrit sur un ruban. Le système divise chaque colonne en sept pixels, et les transmet séquentiellement, en commençant par celui du bas. Un pixel noir donne lieu à un signal, un pixel banc à un silence. Ces pixels sont transmis à un rythme de 122,5 bauds. Le texte était imprimé sur des rubans en continu, donc le nombre de colonnes n'est pas fixé.
La machine Hellschreiber d'origine était mécanique ; il était donc possible de transmettre des « demi-pixels ». Les extrémités droites des boucles du B, par exemple, pouvaient être décalés légèrement pour améliorer le rendu des lettres. Cependant, les signaux actifs ne pouvaient durer moins de 8 ms, à la fois pour ne pas étendre la bande passante occupée, et pour des raisons liées à la conception mécanique du récepteur.
Toutes les réalisations du système Hellschreiber impriment les colonnes reçues deux fois, l'une en dessous de l'autre, bien qu'elles ne soient transmises qu'une seule fois. On procède ainsi pour compenser les légères erreurs de synchronisation qui sont toujours présentes sur le matériel, et provoquent une inclinaison du texte. L'impression ressemble à deux textes identiques inscrits l'un sous l'autre, ou une ligne de texte au milieu, avec des lignes coupées en haut et en bas. Dans tous les cas, il reste possible de lire au moins une lettre en entier.
Les réalisations logicielles permettent d'améliorer le système :
- affichage du signal reçu en niveaux de gris et non plus en monochrome, ce qui améliore la lisibilité des signaux faibles ;
- changement de jeux et de polices de caractères. Cela permet à Hellschreiber d'être un mode réellement international, car n'importe-quel symbole qui peut tenir dans une grille de 7 lignes peut être transmis.

## Variantes
Il existe plusieurs variantes de Hellschreiber, souvent issues d'expérimentations de radioamateurs dans les années 1990. Par exemple :
- PSK Hell code la luminosité des pixels en modulation de phase et non d'amplitude, de manière différentielle. Ainsi, une phase inchangée code un pixel blanc, et une phase inversée code un pixel noir. Les symboles sont transmis à 105 ou 245 bauds,
- FM Hell travaille en modulation de fréquence, avec un contrôle précis de la phase (minimum-shift keying),
- Duplo Hell est un mode à deux tons qui transmet deux colonnes en même temps sur deux fréquences différentes (980 Hz et 1 225/1 470 Hz),
- C/MT Hell pour concurrent multitone Hell transmet toutes les lignes en même temps sur différentes fréquences. Il permet d'atteindre des résolutions importantes,
- S/MT Hell pour sequential multitone Hell est une variante de C/MT qui utilise un nombre fini de fréquences (les caractères sont restreints dans une grille de 5x7 pixels).
- Slowfeld : voir ci-dessous.
- RC-58-B : version américaine similaire au Hellschreiber. Le décodeur BC908 a d'ailleurs servi de décodeur RTTY à certains radioamateurs.

### Slowfeld
Slowfeld est un mode de transmission à bande étroite basé sur le principe de Hellschreiber. Les données sont transmises à vitesse très lente et décodées en logiciel par une routine de transformée de Fourier rapide (FFT), ce qui résulte en une bande passante d'environ 2 Hz. Du moment que le récepteur est accordé dans un intervalle de 20 Hz, le résultat apparaît. La vitesse de transmission est comprise entre 0,5 et 2 caractères par seconde. Slowfeld peut être utilisé en dernier recours, lorsque les autres moyens de communication échouent.

## Échantillon sonore
| (audio) | Exemple de transmission Hellschreiber (info)                                                                 |
| (audio) | Le texte « Welcome to Wikipedia, the free encyclopedia that anyone can edit. », en modulation Hellschreiber. |
| (audio) | Des problèmes pour écouter le fichier ? Aidez-moi                                                            |